# Sokół

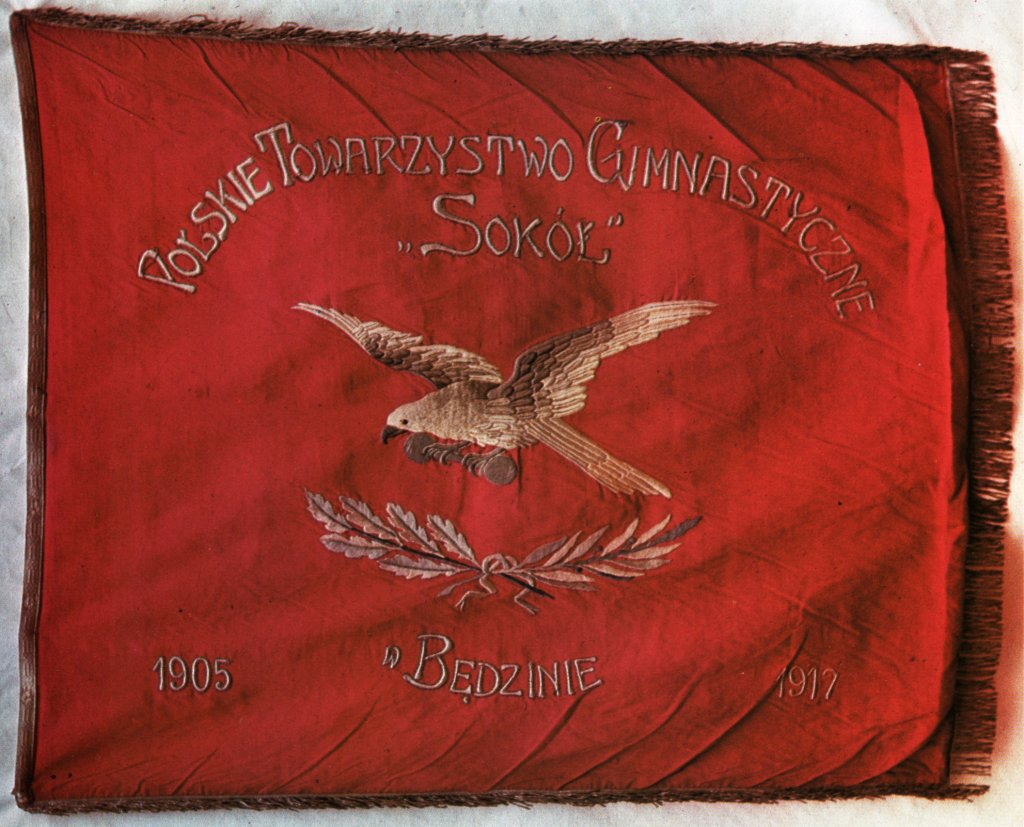
stendardo del nido di Będzin

Sokół (Polacco: Polskie Towarzystwo Gimnastyczne "Sokół", Società ginnastica polacca "Sokol") è l'emanazione polacca dell'associazione dei Sokol ceca. Nelle lingue slave Sokol, nelle varie dizioni, come Sokół in polacco o Sokil in ucraino significa falco, uccello considerato nel mondo slavo dell'epoca simbolo di libertà e coraggio. L'associazione fondata a Lwów nel 1867 è la più antica organizzazione giovanile polacca e prima della fine della prima guerra mondiale aveva sedi, denominate "nidi" (polacco: "gniazda") in tutta la Polonia e fra le comunità polacche all'estero. Obiettivo dell'associazione, che si rifaceva alla massima di Giovenale "mens sana in corpore sano", era lo sviluppo fisico e mentale, sia a livello individuale sia su scala nazionale, nella convinzione che la salute e la bellezza del corpo fossero inseparabili dalla bellezza dello spirito e che lo sviluppo della mente non potesse essere fatto senza lo sviluppo del corpo.

## Storia
L'associazione polacca dei Sokół venne costituita il 7 febbraio 1867 a Leopoli, capitale della Galizia, la più settentrionale delle province dell'Impero austro-ungarico. Gli obiettivi fondamentali dell'associazione erano l'attività fisica e la promozione della rinascita nazionale in tutte le parti della Polonia allora divisa tra vari stati. Nel 1885 il primo Presidente dell'associazione Józef Millert riuscì a convincere le autorità tedesche a permettere sedi dell'associazione nelle parti della Polonia soggette all'Impero Germanico. Dopo la rivoluzione russa del 1905 i Sokół hanno potuto svolgere la loro attività nelle terre polacche dell'Impero russo.
In opposizione allo scautismo che si affermava contemporaneamente in quegli anni in Polonia, che trovava il largo appoggio da parte del socialista Józef Piłsudski, il movimento Sokół era orientato politicamente a destra e le cariche più importanti dell'organizzazione erano ricoperte da sostenitori della Lega Nazionale di Roman Dmowski. Aspetto interessante dell'associazione è quella che i suoi aderenti consideravano il calcio uno sport plebeo e per questa ragione molti suoi aderenti abbandonarono l'associazione e all'inizio del XX secolo fondarono delle proprie società calcistiche, tra le quali il Czarni Lwów, la prima squadra calcistica delle Polonia, fondata nel 1903.
Al termine della prima guerra mondiale la Polonia riconquistò la sua indipendenza e nel 1919 le associazioni dei Sokół costituite nei territori precedentemente divisi tra stati diversi, vennero unificate nella Unione delle società di ginnastica "Sokół".
Dopo l'invasione della Polonia del 1939 le nuove autorità Unione Sovietica|sovietiche e tedesche vietarono le attività dell'associazione dei Sokół che non vennero autorizzate neanche al termine della seconda guerra mondiale dal regime comunista della Repubblica Popolare Polacca e tale divieto venne revocato soltanto nel 1988. Durante il periodo della guerra fredda alcune associazione Sokół hanno continuato la loro attività all'estero, tra la diaspora polacca nel Regno Unito, negli Stati Uniti, in Francia e altri paesi.
Il 10 gennaio 1989 la prima sede dell'associazione venne aperta ufficialmente e il 1º marzo 1990 l'associazione venne nuovamente registrata in Polonia. L'organizzazione ha 86 sedi con circa 10.000 aderenti in Polonia e all'estero.
| Controllo di autorità | VIAF (EN) 147216507 · ISNI (EN) 0000 0001 1015 6437 · LCCN (EN) n97006810 |